# Estefania García
Pour les articles homonymes, voir García.
Estefania Priscila García Mendoza, née le 13 mai 1988 à Portoviejo, est une judokate équatorienne.

## Carrière
Médaillée de bronze des moins de 63 kg aux Jeux bolivariens de 2005 et aux Championnats sud-américains de judo 2011, Estefania García est médaillée d'argent des moins de 63 kg aux Championnats panaméricains de judo 2012. Elle participe aux Jeux olympiques de 2012, sans obtenir de médaille. Elle remporte la médaille d'or des moins de 63 kg aux Championnats sud-américains de judo 2013 et la médaille de bronze dans la même catégorie aux Jeux bolivariens de 2013. Elle est médaillée d'or des moins de 63 kg aux Jeux sud-américains de 2014 et médaillée d'argent dans la même catégorie aux Championnats panaméricains de judo 2014. En 2015, elle obtient la médaille d'or des Jeux panaméricains dans la catégorie des moins de 63 kg. 
Médaillée de bronze des moins de 63 kg aux Championnats panaméricains de judo 2016, elle participe aux Jeux olympiques de 2016 dans lesquels elle est la porte-drapeau de la délégation équatorienne lors de la cérémonie d'ouverture, sans obtenir de médaille.
Elle est médaillée d'or des moins de 63 kg aux Championnats panaméricains de judo 2017 et médaillée de bronze de cette même catégorie aux Championnats sud-américains de judo 2018 et aux Championnats panaméricains de judo 2019.